# Шахрам Ростамій
Шахрам Ростамій (перс. شهرام رستمی) — іранський  льотчик-ас, пілот F-14 Tomcat Прославився під час ірано-іракської війни, здобувши 6 підтверджених повітряних перемог, збивши два МіГ-25, один МіГ-21 і три Mirage F1.